# Върбишки говор
Върбишкият говор е български диалект, представител на преходните балкански говори. Говори се предимно в областта Герлово, както и селищата Риш, Смядово и др. По своите характеристики е преходен между котелския и шуменския диалект.

## Характеристики
- Застъпник на стб. ѣ е ȇ (широко е) под ударение и мека сричка и ‘а пред твърда: пл’ềвник (плевник), р’àка (река).
- Глаголно окончание за 1 л. ед. ч. сег. време е ъ: читъ̀ (чета)
- Глаголно окончание -ъх вместо -ох за минало свършено време: утѝдъх (отидох)
- Потъмняване на крайната гласна при съществителни до ъ: гуръ̀ (гора)